# John Lyons (Eishockeyspieler)
John Joseph „Sharkey“ Lyons (* 31. März 1900 in Arlington, Massachusetts; † 15. Januar 1971 ebenda) war ein US-amerikanischer Eishockeyspieler. 

## Karriere
John Lyons nahm für die US-amerikanische Nationalmannschaft an den Olympischen Winterspielen 1924 in Chamonix teil. Mit seinem Team gewann er die Silbermedaille. Er selbst kam im Turnierverlauf in einem Spiel zum Einsatz. Auf Vereinsebene spielte er für die Boston Athletic Association.

## Erfolge und Auszeichnungen
- 1924 Silbermedaille bei den Olympischen Winterspielen